# Liste des sénateurs du Tarn
Cette page présente la liste des sénateurs de la Tarn depuis la Troisième République.

## VeRépublique
- François Monsarrat de 1959 à 1968
- Fernand Verdeille de 1959 à 1974
- Louis Brives de 1968 à 1995
- Frédéric Bourguet de 1974 à 1977
- Georges Spénale de 1977 à 1983
- Jacques Durand de 1983 à 1986
- François Delga de 1986 à 1995
- Georges Mazars de 1995 à 1998
- Roger Lagorsse de 1998 à 2004
- Jacqueline Alquier (PS) de 2004 à 2014
- Jean-Marc Pastor (PS) de 1995 à 2014
- Thierry Carcenac de 2014 à 2020

## IVeRépublique
- Marcel Grimal de 1946 à 1952
- François Monsarrat de 1952 à 1959
- Fernand Verdeille de 1946 à 1959

## IIIeRépublique
- Étienne de Voisins-Lavernière de 1876 à 1881 (puis inamovible de 1881 à 1898)
- Sylvain Espinasse de 1876 à 1882
- Pascal Rigal de 1882 à 1889
- Édouard Barbey de 1882 à 1905
- Bertrand Lavergne de 1889 à 1900
- Adrien Gay de Savary de 1898 à 1927
- Louis Boularan de 1900 à 1909
- Louis Vieu de 1905 à 1931
- Paul Gouzy de 1909 à 1919
- Édouard Andrieu de 1920 à 1936
- Pierre Loubat de 1927 à 1940
- Fernand Lavergne de 1931 à 1940
- Laurent Camboulives de 1936 à 1940